# Жослін Сосьє
Жослін Сосьє (нар. 1948, Клер, Канада) — франко-мовна письменниця.

## Біографія
Жослін Сосьє (Jocelyne Saucier) народилась у місті Клер (Нью-Брансвік, Канада) у 1948 році. Тривалий час працювала журналістом у місті Абітібі у Квебеку. Перший же роман — «Життя як картина» (1996) — вийшов у фінал літературної премії генерал-губернатора Канади. Це дуже лірична оповідь про вбивство. Другий — «Шахтоємці» (2001), психологічний саспенс — у фінал премії «Франція-Квебек». Роман «Дощило птахами» (2011) зробив Ж. Сосьє чи не найвідомішою франкомовною письменницею Канади. Пише дуже мало, живе вельми скромно.
1. ↑  Répertoire culturel — Conseil de la culture de l'Abitibi-Témiscamingue, 2000.
2. 1 2  Чеська національна авторитетна база даних